# Vínbúðin

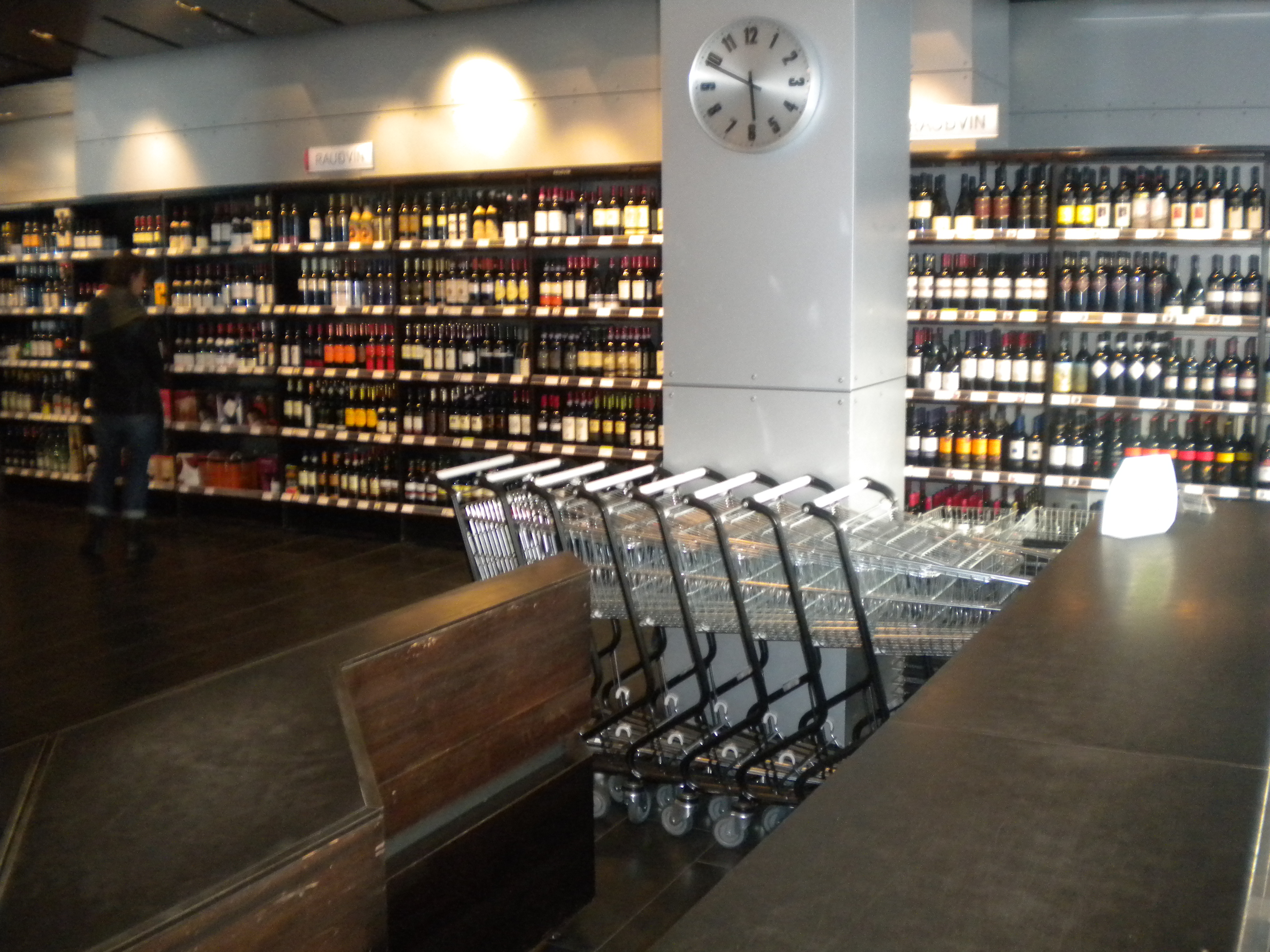
Typisches Ladengeschäft in Reykjavík

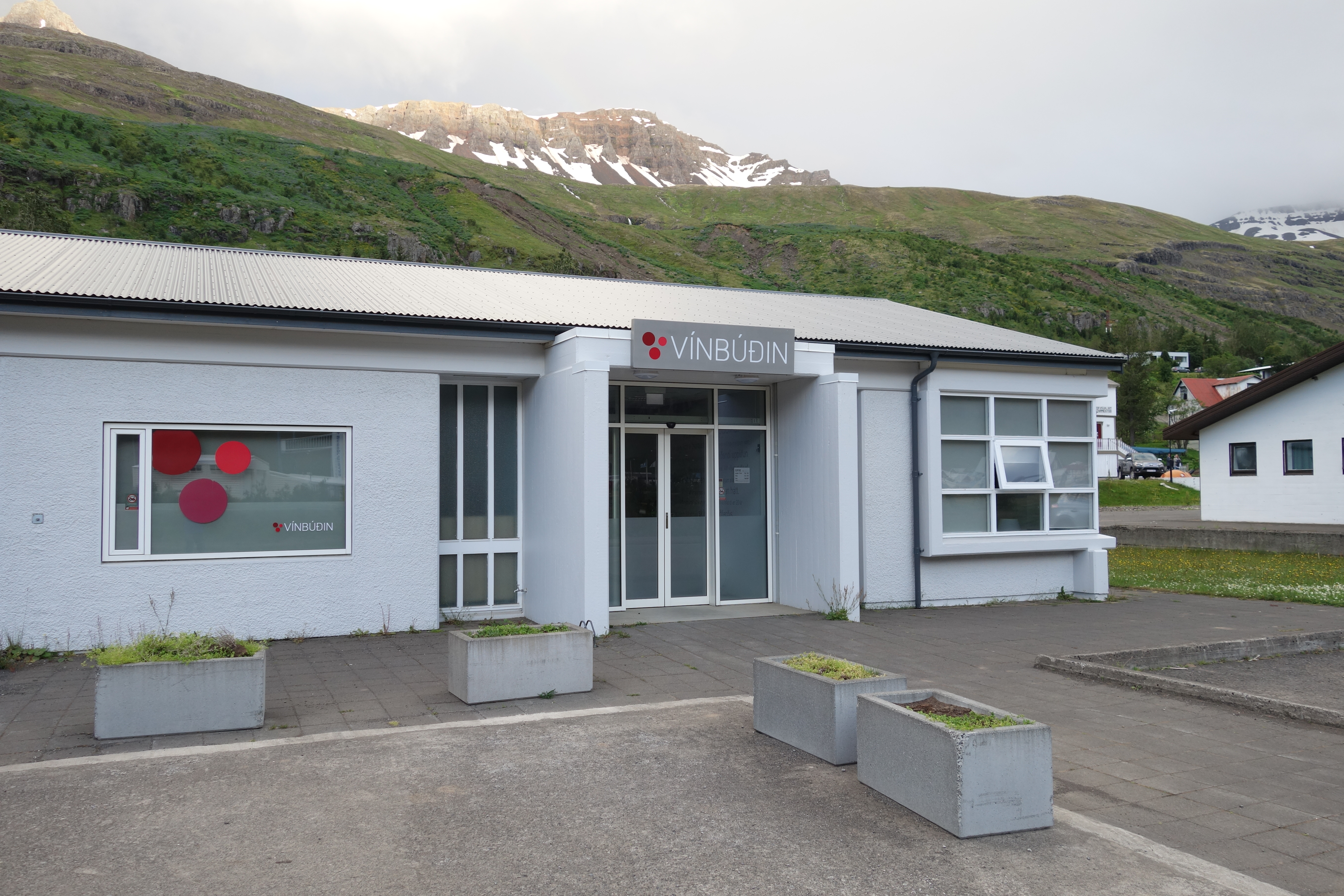
Typische isländische Vinbudin

Vínbúðin (deutsch: das Weingeschäft) ist eine Kette mit 48 Läden, die vom isländischen Alkohol- und Tabak-Monopolunternehmen ÁTVR (Áfengis- og tóbaksverslun ríkisins) mit Sitz in Reykjavík betrieben wird. Umgangssprachlich werden sie auch Ríkið genannt, was der Staat bedeutet. Vinbuð ist Islands alleiniger legaler Händler für den Außerhaus-Verkauf von Alkohol. Außerhalb dieser Kette bieten Bars und Restaurants Alkohol im Ausschank an. Aufgrund von hohen Lizenzgebühren sind diese allerdings mindestens doppelt so teuer wie die Monopolkette. Der Verkauf von Alkohol unter staatlicher Kontrolle über die Vínbúðin begann nach der Prohibition auf Island von 1915 bis 1922. Seit 1961 sind sie der ÁTVR angeschlossen.
Island hat sehr hohe Steuern auf Alkohol, was ursprünglich den Alkoholkonsum herabsetzen sollte. Die Steuersätze richten sich nicht nach dem Preis, sondern werden proportional nach dem Alkoholgehalt berechnet.